# Corrodopsylla hamiltoni
Corrodopsylla hamiltoni är en loppart som först beskrevs av Hamilton Paul Traub 1944.  Corrodopsylla hamiltoni ingår i släktet Corrodopsylla och familjen mullvadsloppor. Inga underarter finns listade i Catalogue of Life.